# ادبیات شهری
ادبیات شهری (انگلیسی: Urban fiction) یا ادبیات خیابانی، گونه‌ای ادبی است که خاستگاه آن چشم‌انداز و فضای شهری است. لحن داستان‌ها و ادبیات شهری معمولاً تیره و تار است و تمرکز عمدهٔ آن بر سطح زیرین یا زیرپوستی زندگی معمولاً نادیدنی شهری است. جنسیت، خشونت و اعمال ناشایست از مولفه‌های آشکار این ژانر ادبی است. اغلب نویسندگان این گونهٔ ادبی، برای ترسیم خط داستانی خود از تجربیات گذشتهٔ خودشان استفاده می‌کنند. الیور توئیست اثر چارلز دیکنز، برجسته‌ترین مثال در رابطه با این ژانر ادبی است.